# Траутмансдорф-ан-дер-Лайта
Траутмансдорф-ан-дер-Лайта (нем. Trautmannsdorf an der Leitha) — ярмарочная коммуна (нем. Marktgemeinde) в Австрии, в федеральной земле Нижняя Австрия. 
Входит в состав округа Брук-на-Лайте.  Население составляет 2699 человек (на 31 декабря 2005 года). Занимает площадь 35,39 км². Официальный код  —  3 07 26.

## Политическая ситуация
Бургомистр коммуны — инж. Хайнц-Христиан Бертольд (АНП) по результатам выборов 2005 года.
Совет представителей коммуны (нем. Gemeinderat) состоит из 21 места.

## Туризм
Через Траутмансдорф-ан-дер-Лайта проходит Тропа Султана — туристический пешеходный маршрут, начинающийся в Вене и заканчивающийся в Стамбуле. Проходит через территории Австрии, Словакии, Венгрии, Хорватии, Сербии, Румынии, Болгарии, Греции (Восточная Македония и Фракия) и Турции.
- АНП занимает 12 мест.
- СДПА занимает 9 мест.